# 中央缆车 (那不勒斯)
中央缆车（意大利语：Funicolare Centrale）是那不勒斯公共交通系统中四条缆索铁路之一。该系统由两条通过缆绳连接的客运车厢组成的倾斜铁路，协同运行。
中央缆车于1928年开通，是全球最繁忙的缆车铁路之一，年载客量超过1000万人次。
中央缆车连接沃梅罗的上部终点站与翁贝托长廊附近托莱多街的下部终点站，设四个车站：富加广场站、佩特拉约-帕利齐街站（通往沃梅罗佩特拉约）、维托里奥·埃马努埃莱大道站以及奥古斯都站（位于公爵奥斯塔小广场）。在富加广场站，中央缆车站毗邻富加广场，靠近万维泰利广场，可换乘那不勒斯地铁1号线的万维泰利站和基亚亚缆车。
蒙特桑托缆车位于东北方向步行可达处。第四条梅尔杰利纳缆车连接波西利波高地和梅尔杰利纳地区。现已废弃的索伦托缆车曾于1883至1886年间在附近运营。

## 历史

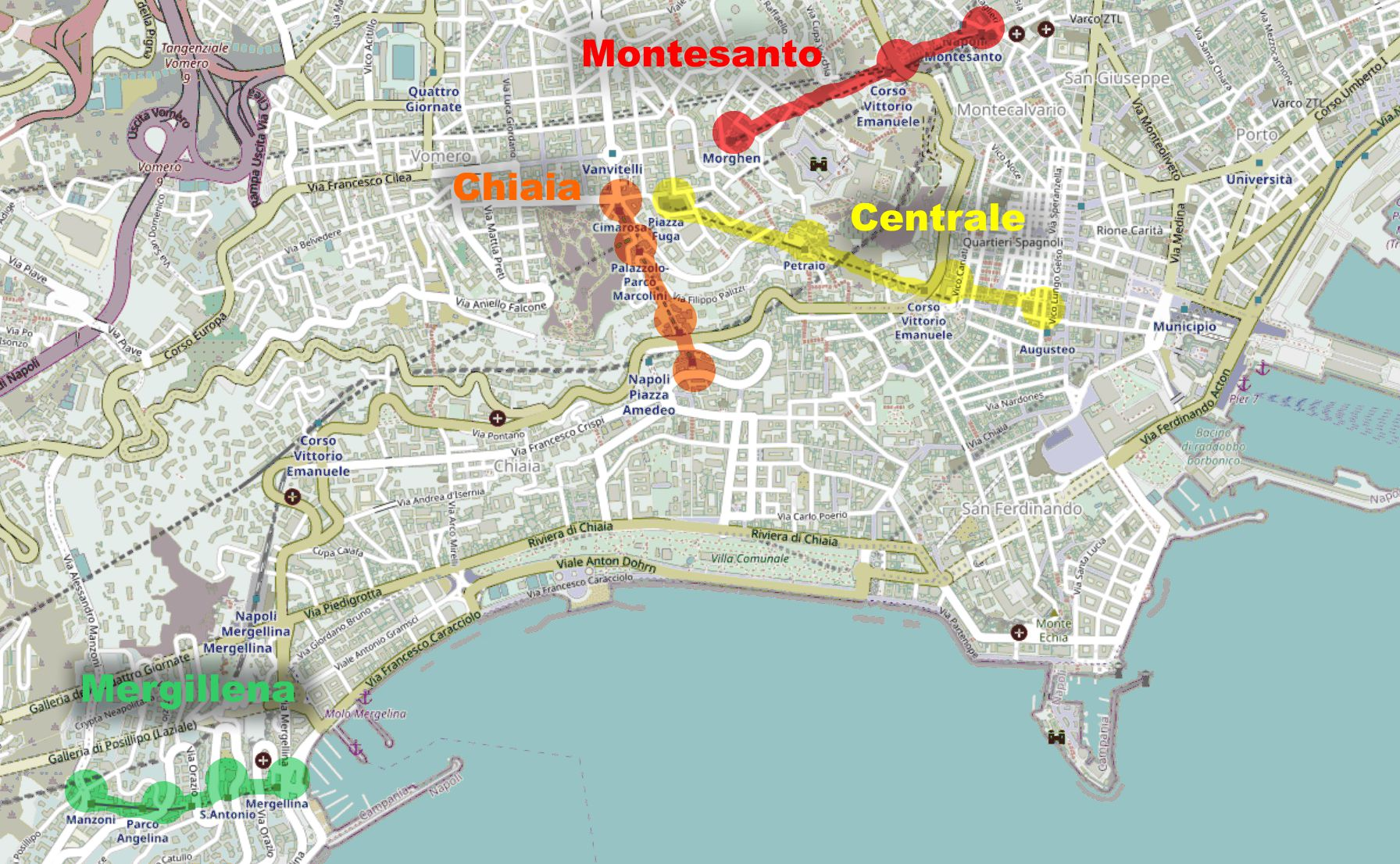
意大利那不勒斯四条运营中的缆车系统

20世纪前二十年，从凡维泰利广场前往那不勒斯市中心下坡的乘客数量急剧增加，这使得人们需要为这段陡峭的坡道提供公共交通选择。最终选定了从托莱多街（via Toledo）到富加广场（Piazza Fuga，毗邻凡维泰利广场）的路线，中途在维托里奥·埃马努埃莱大道（Corso Vittorio Emanuele，靠近卡里亚蒂）和佩特拉约（Petraio）设站。由于坡度陡峭、地形复杂，早期便决定采用缆索铁路（funicular）作为最佳解决方案。
线路勘测与建设由SAFUCE公司完成，电子和机械部分由Ceretti & Tanfani公司负责，车厢则由O.F.M.制造。该线路采用了创新的牵引系统，配备双沃德-伦纳德机组（Ward Leonard groups）和动态排斥电池，车厢由300 hp（220 kW）马瑞利（Marelli）发动机驱动。整个系统连接缓冲电池，确保断电后仍能持续运行一小时以上，使所有车厢能在电力中断前安全下行。
工程耗时两年多，中央缆索铁路于1928年10月28日隆重开通。线路立即受到欢迎，极大缓解了攀爬陡坡的艰辛。该线路持续运营（包括第二次世界大战期间）直至1976年，后由SAFUCE移交至ATAN管理。ATAN认为线路亟需现代化改造，最终于1989年启动工程。
1990年起，线路开始定期关闭以进行施工。Ceretti & Tanfani公司中标负责线路和车厢的翻新，并将部分工程分包给Fondedile、Raiole、Del Vecchio和Icla等企业。项目进展顺利，延误极少，整体改造工程于1991年10月27日完工并重新开放，距线路开通63周年仅差一天。1994年，Sigla di Forli公司开展了进一步的电子和机械升级，其中Leitner S.p.A.和E.E.I.（工业电子设备公司）负责运营控制系统，I.E.G安装了新的300 kW（400 hp） -540伏发动机。第二次改造于1996年4月25日（解放日）完成并重新运营。
2001年，线路运营权从那不勒斯移动公司（ANM）（ATAN于1995年的继承者）移交至Metronapoli，但2013年11月又转回ANM管理。

## 运营
中央缆索铁路是全球最长的缆索铁路之一，年载客量超过1000万人次，运力居世界前列。工作日平均载客量为2.8万人次，周末及节假日降至1万人次。
从起点到终点，线路全长1,270（4,167英尺），海拔上升170（558英尺），平均坡度为13%。车厢平均时速7每秒（22.97英尺每秒），全程耗时4分20秒。每列车可载客420人，单向每小时运力达6200人次。

## 车站
- 富加广场站
- 佩特拉约-帕里兹街站
- 维托里奥·埃马努埃莱大道站
- 奥古斯都站

## 流行文化
- 日本动画《Jojo的奇妙冒险》第五部《黃金之風》中，喬魯諾·喬巴拿和布加拉迪首战即在中央缆车上。